# Sol Star
 (mars 2016).
Si vous disposez d'ouvrages ou d'articles de référence ou si vous connaissez des sites web de qualité traitant du thème abordé ici, merci de compléter l'article en donnant les références utiles à sa vérifiabilité et en les liant à la section « Notes et références ».
Solomon « Sol » Star (né le 20 décembre 1840 en Bavière et mort le 10 octobre 1917 à Deadwood), est une figure emblématique de l'Ouest américain ayant participé à la création de la ville de Deadwood, dans le Dakota du Sud, lors de la ruée vers l'or dans les Black Hills.

## Histoire
Star est né en Bavière dans une famille juive. À l'âge de 10 ans, sa famille part pour le nouveau continent en Ohio. À l'âge adulte il rejoint Helena, dans le Montana, où il devient secrétaire du gouverneur.

## Deadwood et lesBlack Hills
Il s'associe à Seth Bullock pour ouvrir une quincaillerie, et en 1876, lui et son associé s'installent dans la ville minière de Deadwood. Ils achètent une parcelle à Sam Schwartzwald et Henry Beaman, et ouvrent un établissement  sous le nom de « Office of Star and Bullock, Auctioneers and Commission Merchants ». Ils se lancent également dans l'élevage du bétail, créant la  Société du Ranch S*B avec Franklin Harris, avant d'ouvrir un moulin, le Deadwood Flouring Mill, en 1880, dont Star devient directeur général. Les deux hommes étendent leurs activités commerciales aux villes de Spearfish, Sturgis et Custer.
Bullock et Star contribuent au développement économique de la région en persuadant la Société Fremont Elkhorn du Chemin de fer de la Vallée du Missouri d'y construire une voie ferrée. Pour cela ils lui offrent un droit de passage gratuit à travers leurs terres sur 40 acres (162 000 m2).  Un spéculateur avait acheté un droit de passage à Minnesela pour le revendre au prix fort à la compagnie du chemin de fer qui préfère l'offre de Bullock et Star. En 1890, une gare est inaugurée à trois milles au nord-ouest de Minnesela.  Les associés contribuent ainsi à la fondation de la ville de Belle Fourche. Belle Fourche est devenue la plus grande tête de ligne pour le bétail aux États-Unis et a volé le rôle de chef-lieu à Minnesela.
Le magasin de Star et Bullock à Deadwood est détruit par le feu en 1894. Plutôt que de le reconstruire, ils édifient le premier hôtel de Deadwood, 64 chambres de luxe avec chauffage et salles de bains intérieures à tous les étages, pour une somme de 40,000 $. L'Hôtel Bullock existe toujours, et comporte actuellement un casino ouvert 24h/24.
Star est élu au premier conseil municipal de 1876, il devient receveur des postes en 1877 et maire en 1884, effectuant dix mandats successifs sur une durée de 14 ans. Lorsque le Dakota du sud accède au statut d'état de l'union, il est élu membre de l'assemblée législative aux côtés des  républicains. Il sert encore comme  greffier auprès du tribunal du comté de Lawrence pendant vingt ans, jusqu'à sa mort. Il ne s'est jamais marié.

## Dans la culture populaire
Il est incarné par John Hawkes dans la série télévisée Deadwood.